# Ceres (Santa Fe)
Ceres is een plaats in het Argentijnse bestuurlijke gebied San Cristóbal in de provincie Santa Fe. De plaats telt 13.779 inwoners.